# Banana (banda)
Banana fue una banda argentina de pop. Alcanzó una gran popularidad en los finales de la década de 1960 y principios del 70 y se caracterizó por su estilo inconfundible, a partir de las composiciones melódicas de César Pueyrredón y Jorge Scoufalos, con su estilo romántico. La banda impuso éxitos masivos que se volvieron clásicos de la música popular argentina, entre los que se destaca el tema "Conociéndote" (1971), así como "Negra no te vayas de mi lado" del mismo año, "Toda una noche contigo", "Nadie podrá hacerme olvidar" (1973) y "Nuestro amor comenzó a vivir" (1976).
Con una carrera orientada a los discos simples (discos de 2 temas); Banana sacó en promedio pocos Long Plays (solo 5 en 15 años) y en cambio, más de 10 simples con temas que no figuraban en discos originales.

## Historia

### Antecedentes
César Pueyrredón tenía 14 años cuando, en 1966, junto con su hermano Daniel Pueyrredón, su primo Alejandro Giordano y dos compañeros de colegio Alex Altberg y Daniel Larré formaron la banda The Missing Links, más tarde se llamaría Mad y se separaron en 1968.
Otra vez, César Pueyrredón, Daniel Pueyrredón y Alejandro Giordano más Tatu Lix Klett en batería, Jorge Estévez en primera voz y Jorge Scoufalos en segunda voz formaron los Sixcodelics. Tiempo después cambiaron el nombre por Fever ya con el Toro Martínez en batería en lugar de Tatu Lix Klett.

### Comienzos
En 1969, empezaron a componer en español y decidieron llamarse "Banana", idea sugerida por el productor Ricardo Kleinman. Como Jorge Estévez se hizo solista, el productor eligió a César Pueyrredón como vocalista. En la nueva formación, Jorge Scoufalos también se hizo cargo de la guitarra y comenzó una sociedad autoral con César Pueyrredón. Los integrantes iniciales de Banana, entonces fueron: César Pueyrredón (voz y teclados); Jorge “Griego” Scoufalos (guitarra y segunda voz); Daniel Pueyrredón (guitarra),  Alejandro Giordano (bajo), Toro Martínez (batería). Con esa formación lanzaron el disco Banana ha llegado al mundo.
En 1971 actuaron en el filme Vuelvo a vivir...vuelvo a cantar dirigido por Julio Saraceni.

### Cambios
En 1973, Miguel Green reemplazó al Toro Martínez en batería. Poco tiempo más tarde, los futuros G.I.T. Pablo Guyot y Willy Iturri reemplazaron a Jorge Scoufalos y Miguel Green. Al año siguiente publicaron el álbum Banana.
En 1977 se incorpora Fori Mattaldi en bajo en lugar de Alejandro Giordano. En 1978 César Pueyrredón armó una nueva banda con él en piano y voz, Juan Gelly en guitarra, Diego Chornogubsky en bajo, Jose Luis Meniño en batería y por corto tiempo Rody Correa Ávila también en guitarra. Esta formación de la banda edita tres álbumes: Aún es tiempo de soñar (1979), Licuado (1980) y De entrecasa (1983).

### Separación
En 1984 el grupo se separó definitivamente. Tras la ruptura, César Pueyrredón inició su carrera solista, durante la cual grabó once álbumes. En 2007 falleció Jorge Scoufalos, uno de los miembros originales de la banda.

## Miembros
- César «Banana» Pueyrredón: teclados y voz (1969 - 1984)
- Daniel Pueyrredón: guitarra y coros (1969 - 1977)
- Alejandro Giordano: bajo (1969 - 1975)
- Toro Martínez: batería (1969 - 1973)
- Jorge «Griego» Scoufalos: guitarra y voz (1969 - 1975)
- Miguel Green: batería (1973 - 1976)
- Willy Iturri: batería (1976 - 1979)
- Pablo Guyot: guitarra (1976 - 1979)
- Rody Correa Ávila: guitarra (1980)
- Fori Mattaldi: bajo (1977)
- Juan Gelly Cantilo: guitarra (1979) (1981 - 1984)
- José Luis Meniño: batería (1979 - 1984)
- Diego Chornogubsky: bajo (1979 - 1984)

## Discografía

### Álbumes de estudio
- Banana ha llegado al mundo 1969
- Banana, 1974
- Aún es tiempo de soñar, 1979
- Licuado, 1980
- De entrecasa, 1983